# Przegaliny (gmina)
Przegaliny (do 1905 Żelizna, od 1929 Komarówka Podlaska) – dawna gmina wiejska na Lubelszczyźnie. Siedzibą władz gminy były Przegaliny, a następnie Komarówka.
Poprzedniczką gminy Przegaliny była gmina Żelizna jako jedna z 15 gmin wiejskich powiatu radzyńskiego guberni siedleckiej. Po 1905 roku gminę Żelizna przekształcono w gminę Przegaliny.
W 1921 roku gmina składała się z miejscowości Brodacz, Brzeziny, Drahal, Kolembród (Królówbród), Komarówka, Kozły (folwark i wieś), Musiejówka, Ossowa, Ossowa-Tatarszczyzna, Przegaliny, Przegaliny Małe, Przegaliny Wielkie, Sajbudy, Smolarnia, Wólka Komarowska, Żelizna (folwark i wieś) i Żulinki (folwark i kolonia).
6 czerwca 1929 roku gminę przemianowano na gmina Komarówka Podlaska.